# The Vampire (film, 1915)
Pour les articles homonymes, voir Vampire (homonymie).
Pour plus de détails, voir Fiche technique et Distribution.
The Vampire est un film américain réalisé par Alice Guy et sorti en 1915. C'est un des rares film d'Alice Guy avec Olga Petrova qui ne soit pas perdu.

## Synopsis
Une jeune femme indépendante va faire tourner la tête de tous les hommes qui vont croiser son chemin.

## Fiche technique
- Réalisation : Alice Guy
- Producteurs : Herbert Blaché, Alice Guy
- Société de production : Popular Plays and Players Inc.
- Scénario : Olga Petrova d'après une pièce d'Edgar Allan Woolf et George Sylvester Viereck[1]
- Distributeur : Metro Pictures
- Durée : 5 bobines
- Date de sortie : 9 août 1915

## Distribution
- Olga Petrova
- Vernon Steele